# Abdolonyme Ubicini
Jean-Henri-Abdolonyme Ubicini (* 20. Oktober 1818 in Issoudun, Département Indre; † 28. Oktober 1884) war ein französischer Historiker und Journalist.

## Leben
Er stammte aus einer lombardischen Mittelklassefamilie. Nach dem Studium in seiner Heimatstadt und in Versailles arbeitete als Rhetoriklehrer in Joigny.
Seit 1844 unternahm er ausgedehnte Reisen durch Italien, Griechenland und das Osmanische Reich.
Während eines Aufenthaltes in Bukarest nahm er an der Rumänischen Revolution von 1848 teil und wurde Minister der provisorischen Regierung. Als das Russische Kaiserreich und die Osmanen die Revolution niederschlugen verließ er das Fürstentum Walachei nach Konstantinopel, bevor er später nach Frankreich zurückkehrte.
Er ließ sich in Paris nieder, wo er mehrere Studien über das Ottomanische Reich und die Donaufürstentümer schrieb. Zu den bedeutendsten gehört Lettres sur la Turquie („Briefe über die Turkei“). Er gründete die Zeitschrift Revue de l’Orient und schrieb für mehrere andere Blätter wie Le Siècle, La Presse und Le Courrier de Paris. Er nahm in seinen Schriften üblicherweise einen pro-rumänischen Standpunkt ein. Mit Abel Jean Baptiste Pavet de Courteille gab er État présent de l’empire ottoman (1876) heraus.
Ubicini war Ehrenmitglied der Rumänischen Akademie und erhielt 1867 die rumänische Staatsbürgerschaft.